# إيف هويت
إيف هويت (بالفرنسية: Bernard Huet) (و. 1932 – 2001 م) هو مهندس معماري، ومنظر معماري، من فرنسا، توفي في باريس، ومستشفى بيتي سالبترير، عن عمر يناهز 69 عاماً.

## التعليم
تعلم في المدرسة الوطنية للفنون الجميلة، وجامعة البوليتكنيك في ميلانو، وجامعة بنسلفانيا.

## جوائز
حصل على جوائز منها:
- جائزة التخطيط العمراني الكبرى (1993)
- قائد الفنون والآداب
- وسام جوقة الشرف من رتبة فارس.